# Eustrotia japonica
Eustrotia japonica är en fjärilsart som beskrevs av W. Warren 1913. Eustrotia japonica ingår i släktet Eustrotia och familjen nattflyn. Inga underarter finns listade i Catalogue of Life.